# Scissure azygos
 (juillet 2014).
 (novembre 2016).
La scissure azygos est une scissure pulmonaire inconstante (présente chez 3 à 5 % de la population), constituée par le passage de la grande veine azygos au sein du poumon droit (alors que son trajet se fait habituellement uniquement dans le médiastin). Elle sépare ainsi un lobe dit « azygos » du reste du poumon. Elle n’est pas une scissure au sens propre du terme, car elle est constituée de l’accolement de quatre feuillets pleuraux (deux viscéraux et deux pariétaux), alors qu’une scissure classique est un simple accolement de deux feuillets de plèvre viscérale.